# Розважівська волость
Розважівська волость — історична адміністративно-територіальна одиниця Радомисльського повіту Київської губернії з центром у селі Розважів.
Станом на 1886 рік складалася з 21 поселення, 17 сільських громад. Населення — 8000 особа (3935 чоловічої статі та 4065 — жіночої), 828 дворових господарств.
|                     | Площа, десятин | У тому числі орної, дес. |
| ------------------- | -------------- | ------------------------ |
| Сільських громад    | 12583          | 8560                     |
| Приватної власності | 37583          | 5290                     |
| Казенної власності  | 650            | —                        |
| Іншої власності     | 256            | 144                      |
| Загалом             | 51072          | 13994                    |

Поселення волості:
- Розважів — колишнє власницьке село при річці Жерева за 60 версти від повітового міста, 342 особи, 33 двори, православна церква, костел, поштова станція, постоялий будинок, лавка, 2 водяних млини. За 12 верст — смоляний завод. За 15 верст — винокурний завод із постоялим будинком. За 17 верст — смоляний завод.
- Блідча (Облідча) — колишнє власницьке село при річці Тетерів, 620 осіб, 111 дворів, постоялий будинок.
- Жеревпільська Інвалідна — колишнє власницька слобідка при річці Жерева приписана до інвалідного будинку Рибінського, 180 осіб, 18 дворів, богодільня.
- Заруддя — колишнє власницьке село при річці Ірша, 628 осіб, 90 дворів, православна церква.
- Кухарі — колишнє власницьке село при річці Тетерів, 850 осіб, 84 двори, православна церква, поштова станція, лавка.
- Унин — колишнє власницьке село при річці Тетерів, 720 осіб, 84 двори, православна церква, школа, постоялий будинок.
- Ханева — колишнє власницьке село при річці Тетерів, 525 осіб, 78 дворів.

Старшинами волості були:
Старшинами волості були:
- 1909—1910 роках — Нестор Якимович Давиденко[2],[3];
- 1912—1913 роках — Опанас Якимович Андрієнко[4],[5];
- 1915 року — Олександр Петрович Давиденко[6].